# Атанасов, Велчо
Велчо Атанасов (1778, Тырново, Османская империя — 5 апреля 1835, там же) — болгарский купец, книготорговец и революционер. В 20 лет он начал торговать сначала в Брашове, а затем в Будапеште. В 1809 году он вернулся в Тырново как успешный торговец всеми отраслями и продолжил развивать свою торговлю. В основном он торговал оконным стеклом, поэтому получил прозвище «Джамджията». К пятидесяти годам Велчо Атанасов был уже самым известным купцом Тырновского края. В то же время он стал предпринимателем по поставке товаров государству и покупателем налогов и сборов.
Велчо Атанасов также озабочен вопросами болгарского образования и церковными делами. Помимо торговли, он начал ввозить из России церковнославянские книги для нужд болгарских церквей и монастырей. Он хранил полученные в нескольких экземплярах евангелия, псалтыри и реликвии в своей лавке, которая была, по сути, первым книжным магазином в Болгарии во время Возрождения.
Велчо Атанасов также распространил первую книгу на современном болгарском языке «Кириакодромион», то есть «Недельник» Софрония Врачанского. По его личному настоянию и на его средства в 1822 году в Тырново была открыта болгарская школа. 
Наблюдая за формированием Болгарской земской армии, а затем с успехом русских в русско-турецкой войне (1828-1829), закончившейся с обретением Грецией независимости, Велчо Атанасов решил поддержать независимость Болгарии. Его инициатива в виде заговора провалилась, учитывая договор Ункяр-Искелеси. Вместе с Георгием Мамарчевым он организовал болгарский заговор в 1835 году, за что был повешен.